# 颯音
颯音（さつね、1983年 - ）は日本の作家。

## 人物
徳島県麻植郡（現在の吉野川市）出身。
地元の高校卒業後、デザイン系の学校へと進学する。在学中に軽度うつ状態に陥り、「小学生時代から行っていた」というリストカットやOD（オーバードーズ）等の自傷行為に走り、当時からの記録を綴り、リストカットなどの過激な画像の掲載「リスカ日記」を公開している。2007年にフィクション小説「出来るだけ長く、出来るならずっと。」を発表した。

## 著書
- 颯音『出来るだけ長く、出来るならずっと。』　新風舎、2007年、60頁。